# Miguel Tejada-Flores
Miguel Tejada-Flores (* in Pasadena, Kalifornien) ist ein US-amerikanischer Drehbuchautor und Filmproduzent.

## Karriere
Nachdem Miguel Tejada-Flores 1972 mit einem Bachelor in Französischer Literatur an der University of California, Santa Cruz graduierte, ging er für weitere Studien nach Frankreich, wo er an der Sorbonne studierte. Doch nach nur einem Jahr verließ er diese wieder und fing an der London Film School ein Studium der Filmwissenschaften an. Anschließend ging er wieder zurück in die USA und verbrachte einige Jahre als Fotojournalist und Dokumentarfilmer, bevor er der Story Analysts Guild, einer Gewerkschaft für Drehbuchlesende, beitrat und Manuskripte und Drehbücher für Filmstudios analysierte, worauf er seine daraus resultierenden Kontakte nutzte, um 1979 zur Produktionsfirma Lorimar Motion Pictures zu wechseln. Und so arbeitete er mehrere Jahre in unterschiedlichsten Funktionen im Produktionsbereich, bis er 1984 erstmals für die leichte Erfolgskomödie Die Rache der Eierköpfe als Drehbuchautor tätig wurde.
Nachdem Tejada-Flores innerhalb von drei Jahrzehnten mehrere leichtere Komödien, Action-, Horror- und Science-Fiction-Filme schrieb und produzierte fing er in den letzten Jahren an als Sohn eines Bolivianers sich für einzelne Organisationen Filmschaffender Latinos zu engagieren.
Miguel Tejada heiratete Carol Flores und nahm ihren Geburtsnamen als Doppelnamen an.

## Filmografie (Auswahl)
- 1984: Die Rache der Eierköpfe (Revenge of the Nerds)
- 1987: Die 4-Millionen-Dollar-Jagd (Million Dollar Mystery)
- 1987: Dudes – Halt mich fest, die Wüste bebt! (Dudes)
- 1987: Drei auf dem Highway – Three for the Road (Three for the Road)
- 1988: Mein Nachbar, der Vampir (Fright Night Part II)
- 1991: Final Revenge (Write to Kill)
- 1991: Psychic
- 1993: Gier nach Vergeltung (A House in the Hills)
- 1994: Almost Dead – Am Rande des Wahnsinns (Almost Dead)
- 1995: Der sanfte Kuß des Todes (Deceptions II: Edge of Deception)
- 1995: Screamers – Tödliche Schreie (Screamers)
- 1995: Töte oder stirb! (Tails You Live, Heads You're Dead)
- 2001: The Unsaid – Lautlose Schreie (The Unsaid)
- 2003: Beyond Re-Animator
- 2004: Rottweiler
- 2005: Swarmed – Das tödliche Summen (Swarmed)
- 2006: Solar Attack – Der Himmel brennt (Solar Strike)
- 2007: Todes-Date 2 (Decoys 2: Alien Seduction)
- 2009: Screamers: The Hunting
- 2013: Frankenstein’s Army